# Wienerův filtr
Wienerův filtr byl navržen tak, aby dokázal zpětně rekonstruovat data, která byla poničena šumem nebo špatnou impulzní odezvou snímacího zařízení. Byl původně vytvořen v oblasti časových řad, později přenesen i na zpracování obrazových dat, kde jde o metodu restaurování obrazu. V této oblasti jde o to vyřešit tzv. radiometrický inverzní problém, tedy vyjádřit z následující rovnice proměnou {\displaystyle u(x,y)\,}, což je požadovaný obrázek ještě před deformací špatným fotoaparátem nebo šumem.
{\displaystyle z(x,y)=(u*h)(x,y)+n(x,y)\,}
{\displaystyle h(x,y)\,} značí impulzní odezvu snímacího zařízení a {\displaystyle n(x,y)\,} přidaný šum

## Požadavky kladené na filtr
Jak je zřejmé z prvního matematického vztahu, Wienerův filtr má za úkol spočítat inverzní konvoluci za přítomnosti nenulového šumu. Problém inverzní konvoluce řeší i inverzní filtr, ale jeho korektní funkčnost je omezena jen na obrázky bez šumu. K odvození Wienerova filtru vedly následující dva předpoklady:
- {\displaystyle E(\|f'(x,y)-f_{i}(x,y)\|^{2})\,} → minimální

tedy, že střední hodnota druhé mocniny přes všechny realizace šumu a pro jejich všechny parametry bude mít od hledaného obrázku minimální vzdálenost. {\displaystyle f_{i}(x,y)\,} značí hledaný obrázek se všemi známými realizacemi šumu a jejich parametry, {\displaystyle f'(x,y)\,} značí náš obrázek před deformací šumem. Jak patrné z prvního kritéria, tak metoda vychází z empirických znalostí šumů a pravděpodobnosti jejich rozdělení v obrázku. Druhý požadavek na Wienerův filtr je, aby byl lineární. Tento požadavek se formuluje pro frekvenční oblasti obrázků. Tedy nechť {\displaystyle {\mathcal {F}}(f')=F\,} je Fourierova transformace původní obraz, tak jak vypadá bez šumu. {\displaystyle {\mathcal {F}}(g)=G\,} je zašuměný obrázek, který má být opraven a {\displaystyle R\,} je nějaká transformační matice, jež násobením transformuje poškozený obrázek do jeho "opravené" varianty. Zmiňovaná linearita filtru má tedy tvar (parametry funkcí {\displaystyle (u,v)\,} označují souřadnice ve frekvenční (Fourierově) oblasti):
- {\displaystyle {\mathcal {F}}(f')(u,v)={\mathcal {F}}(g)(u,v)\cdot R(u,v)\,}  →  {\displaystyle F'(u,v)=G(u,v)\cdot R(u,v)}

## Vzorec filtru a jeho parametrizace
Z předchozích požadavků byl odvozen následující filtr, který po vynásobení (jedná se o násobení matic po prvcích) s maticí poničeného obrázku dá rekonstruovaný obraz:
{\displaystyle R(u,v)={\frac {1}{H(u,v)}}\cdot {\frac {|H(u,v)|^{2}}{|H(u,v)|^{2}+S_{n}(u,v)/S_{f}(u,v)}}\,}
V tomto vzorci {\displaystyle H(u,v)\,} značí Fourierův obraz impulzní odezvy {\displaystyle h(x,y)\,} a podíl {\displaystyle S_{n}(u,v)/S_{f}(u,v)\,} je jiný zápis tzv. poměr signálu a šumu (SNR), což nám určuje míru zašumění obrázku. Vidíme, že tento výraz obecně závisí na parametrech frekvence {\displaystyle (u,v)\,}. Ale za předpokladu bílého šumu můžeme {\displaystyle S_{n}(u,v)\,} psát jako rozptyl šumu {\displaystyle \sigma _{n}^{2}\,} (což je konstanta v celém obrázku), dále budeme předpokládat nekorelovanost obrázku (což v reálu neplatí, ale jako přiblížení se dá použít) a můžeme tedy {\displaystyle S_{f}(u,v)\,} aproximovat rozptylem obrázku {\displaystyle \sigma _{f}^{2}\,}. (Rozptyly jsou vlastně odhady energie šumu a energie obrázku). Z tohoto přiblížení nám vyjde, že podíl {\displaystyle S_{n}(u,v)/S_{f}(u,v)\,} máme roven konstantně (číslu)
{\displaystyle \sigma _{n}^{2}/\sigma _{f}^{2}\,}. V praxi to znamená, že za tento podíl dosazujeme různá čísla (např. od 0.001 do 1000) a koukáme, co nám dá nejlepší výsledek. Když Wienerův filtr aplikujeme na nezašuměný obrázek (tedy {\displaystyle S_{n}(u,v)\,} bude rovno nule), pak nám tento filtr {\displaystyle R(u,v)\,} přechází v {\displaystyle R(u,v)={\frac {1}{H(u,v)}}\,}, což je předpis pro inverzní filtr.